# Cavins
Els cavins (Caviinae) són una subfamília de rosegadors de la família dels càvids. Es tracta d'animals petits i de fesomia compacta, amb les orelles petites i les extremitats curtes. Tenen una llargada corporal d'entre 15 i 40 cm i un pes d'entre 100 i 1.500 g.
Els cavins tenen una àmplia distribució a Sud-amèrica, on viuen en una àmplia varietat d'hàbitats, des d'herbassars de plana fins a zones muntanyoses situades a més de 4.000 msnm. En general, són animals socials que viuen en parelles (p. ex., Galea monasteriensis) o en grups compostos d'un mascle, diverses femelles i les seves cries. Algunes espècies fins i tot han desenvolupat estructures socials complexes.